# Jüdischer Friedhof Bad Pirawarth

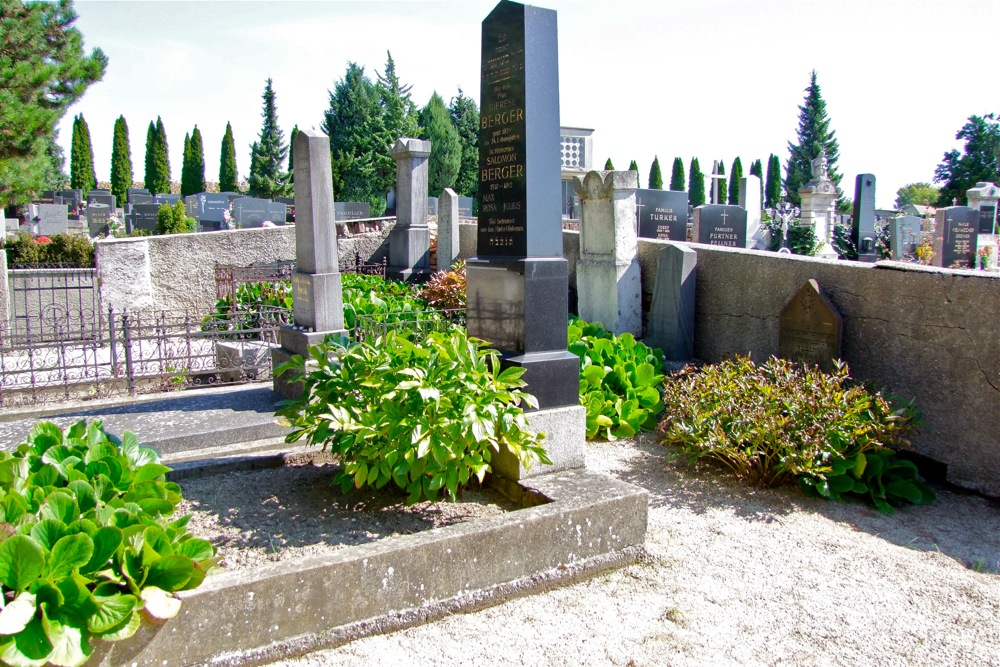
Jüdischer Friedhof in Bad Pirawarth

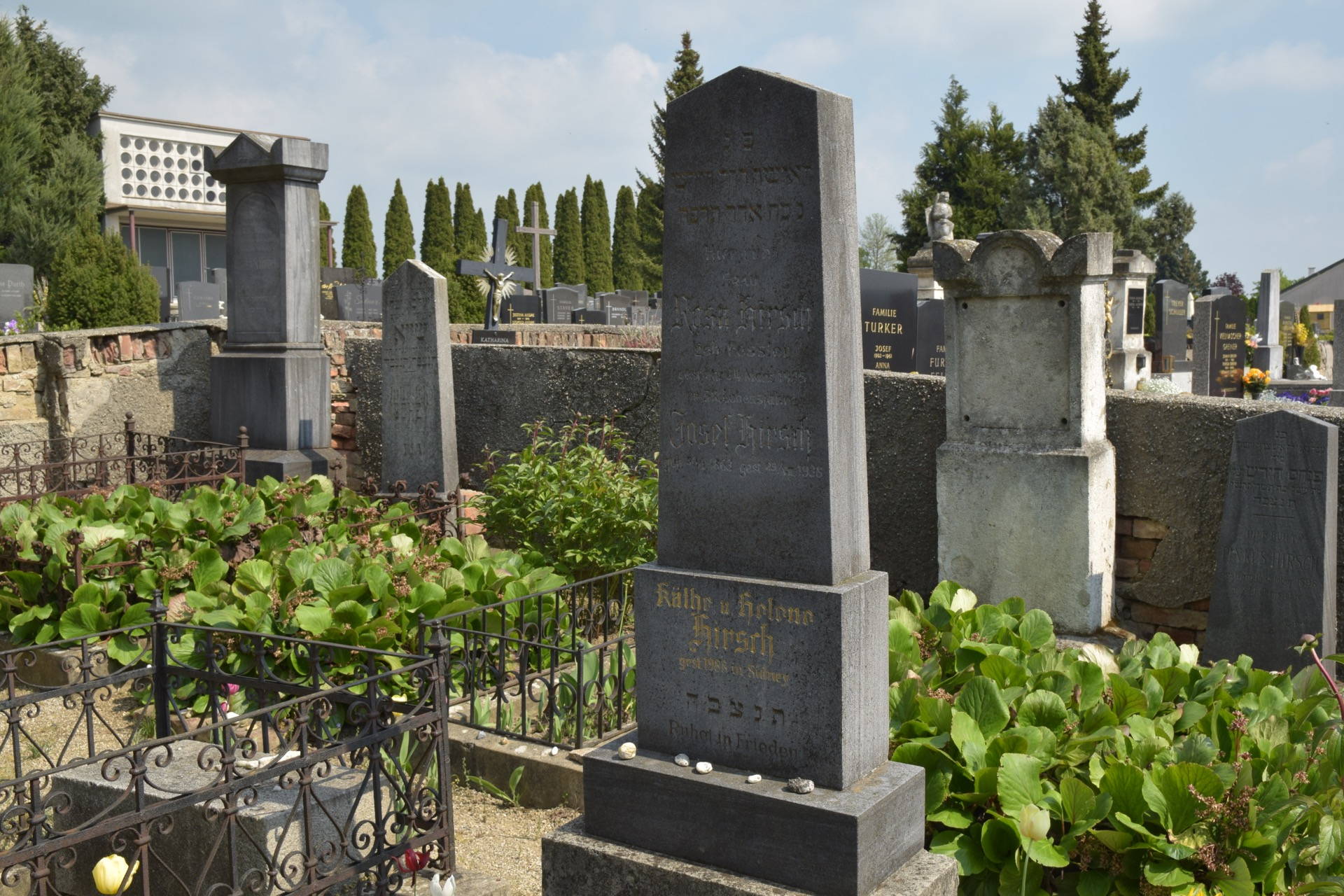
Gräber

Der Jüdische Friedhof Bad Pirawarth befindet sich in der Marktgemeinde Bad Pirawarth im Bezirk Gänserndorf in Niederösterreich. Der Jüdische Friedhof steht unter Denkmalschutz.

## Geschichte
Der Jüdische Friedhof wurde um 1879 als eigene ummauerte Abteilung im Norden des Ortsfriedhofes im Süden der Pfarrkirche Bad Pirawarth angelegt. 1938 fand die letzte Beerdigung statt. Die Verstorbenen waren Angehörige der in Bad Pirawarth ansässigen jüdischen Familien. Der Friedhof weist 10 Grabsteine auf. Die Pflege des Friedhofes besorgt heute die Marktgemeinde.

## Architektur
Der Jüdische Friedhof rechts vom nördlichen Eingang des Friedhofes hat einen trapezförmigen Grundriss mit einer Fläche von circa 85 m².